# IN THE WIND
「IN THE WIND」是韓國的男子組合B1A4的第3枚迷你專輯。於2012年11月12日發行。唱片公司為WM Entertainment。

## 概要
- 與上一張迷你專輯「it B1A4」相距約1年2個月。
- 「寂寞漫步（Tried To Walk）」為此專輯的主打曲目，由隊長振永作曲、及與成員Baro一同填詞。
- 「寂寞漫步（Tried To Walk）」於11月30日的Music Bank，與PSY並列一位候補，是B1A4出道以來首次一位候補。

## 收錄內容

### CD
1. Intro – In The Wind
2. 寂寞漫步（Tried To Walk）（걸어 본다）
3rd迷你專輯「IN THE WIND」主打曲目
3. IF...（只要有你）（IF... (너만 있으면)）
4. 我保證不使壞（나쁜 짓 안 할게요）
feat.Suzy（miss A）
5. 想做什麼（뭐 할래요）
6. Be My Girl
振永獨唱 feat. JeA（Brown Eyed Girls）
7. In The Air
8. 寂寞漫步（Tried To Walk）(Inst.)